# 伊日馬河
伊日馬河（Ижма）是俄羅斯的河流，位於科密共和國，是伯朝拉河的左支流，發源自季曼嶺，河道全長531公里，最終在索斯諾戈爾斯克附近注入伯朝拉河。
伊日馬河流域面積31,000平方公里，離河口154公里處平均流量為每秒203立方米，每年11月至5月結冰，主要支流有烏赫塔河。